# Аділ-шахи
Біджапурський султанат або Держава Аділ-шахів — султанат, що існував у 1490–1686 роках у Біджапурі в Індії. Керувався правителями з династії Аділ-шахів. Султанат заснував намісник Біджапура Юсуф Аділ-шах. Його повалили Великі Моголи у 1686 році.

## Історія
Цей султанат став однією з найвагоміших держав, що утворилися після розпаду держави Бахманідів. Намагаючись зміцнити свою владу перші султани в цілому м'яко ставилися до індуського населення, а Юсуф Аділ-шах одружився з представницею маратхського аристократичного роду.
В XVI столітті Аділ-шахи боролися з Віджаянагаром та Голкондою, Ахмеднагаром. У 1565 році Аділ-шахи в союзі з володарями Голконди та Ахмаднагару в битві при Талікоті знищили міць Віджаянагара, що призвело до остаточного занепаду останнього.
Найбільший представник — Ібрагім II Аділ-шах (1580–1626) був покровителем поетів, письменників, вчених. Разом з тим, цим султаном велася активна зовнішня політика. У 1600 році разом з могольською державою завдано поразки Ахмеднагару, розділивши з Великими Моголами територію цього султанату. Ібрагім II Аділ-шах у 1618–1619 роках захопив землі Бідарського султанату. У 1624 році була придушено спроба відродити Ахмеднагарський султанат.
При наступному володарі Мухаммад Аділ-шаху (1626–1657) держава вступила у конфлікт з падишахом Шах Джаханом, який скористався труднощами султанату у зв'язку з повстанням маратхів на чолі із Шиваджі. Тоді ще шах-заде Ауранґзеб завдав поразки Біджапуру, проте Аділ-шаху вдалося врятуватися, визнавши зверхність Великих Моголів. Після цього діяльність султанату була спрямована на південь — проти наяків колишньої Віджаянагарської держави. Територія Біджапуру розширилася до східного узбережжя Індостану (південна Карнатака, частина сучасного Тамілнаду).
Династію повалив могольський імператор Аурангзеб у 1686 році, який вважав Аділ-шахів не надто ревними мусульманами, що потурають індуським поганам. Після запеклого протистояння біджапурський султанат було знищено, а його землі приєднані до держави Великих Моголів.

## Адміністрація
Держава поділялася на тарфи (провінції), на чолі яких стояли тарфдари. Кількість їх з початку існування змінювалося й лише напочатку XVI ст стабілізувалася — Біджапур, Дегі, Осса, Шолапур, Дгар, Шикхар, Лакміс, Гадак, Бахор, Бадам, Конкан. Після приєднання Бідарського султанату 1619 року кількість тарф зросло до 15. Вони в свою чергу поділялися на саркари, а ті — на паргани (округи). Паргани поділялися на села.
Провінціями опікувався сархавалдар, що в свою чергу підпорядковувався мір-джумла (голові цивільної адміністрації). Другою особою в державі був візир. 

## Культура
Аділ-шахи були покровителями літератури та мистецтва. За часів правління цих володарів набуває розвиток літературна мова урду, особливо її діалект дакхіні. Відомими представниками її були поети Нусраті та Хашимі.

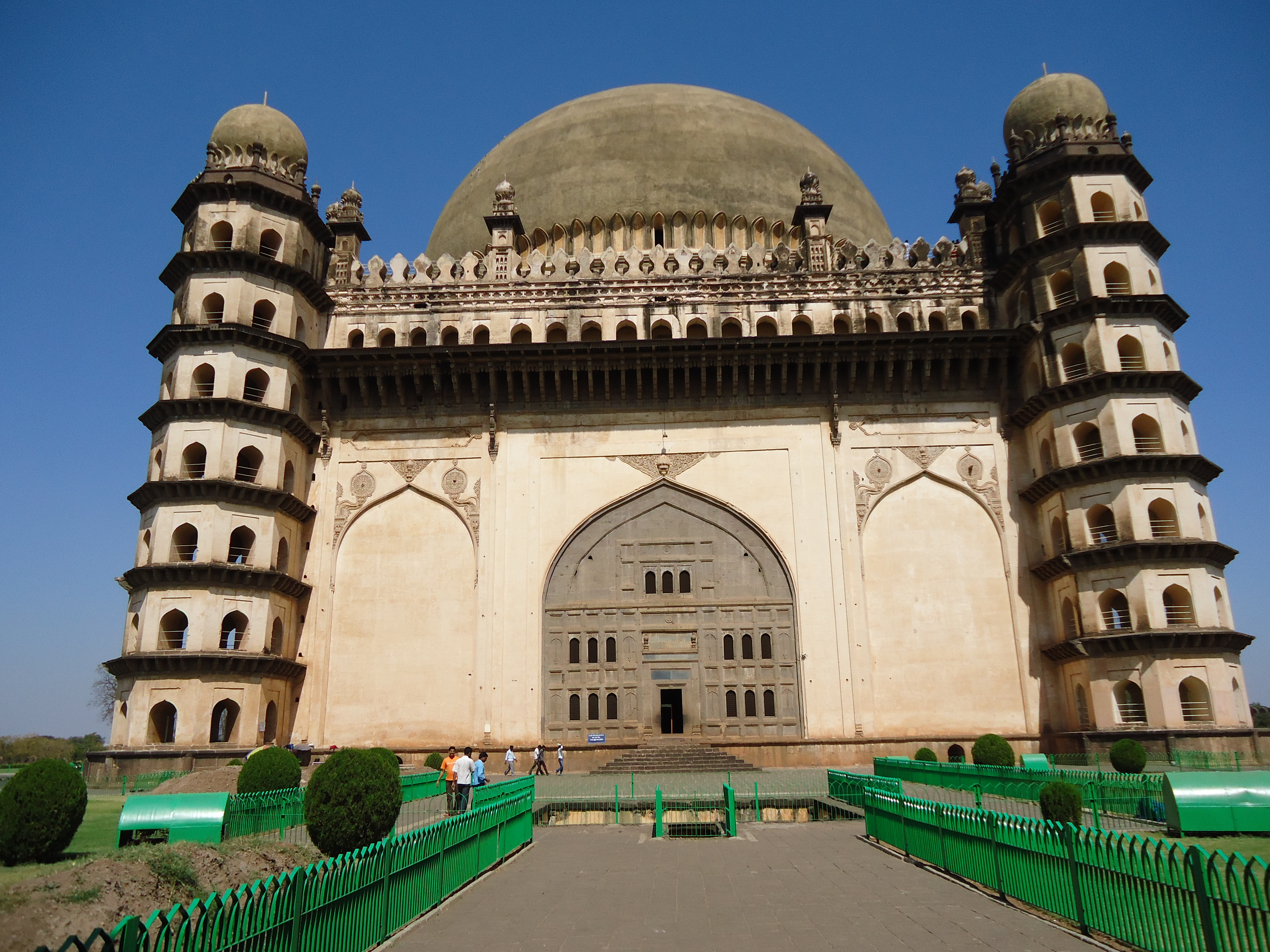
Гол-Гумбаз

 У 1570–1630-х роках відбувається розквіт будівництва. Розбудовуються міста, особливо столиця, зводять чудові мечеті, палаци та громадські будівлі. Найцікавішою перлиною цього періоду є мавзолей Мухаммад Аділ-шаху — Гол-Гумбаз.

## Султани
- Юсуф Аділ-шах (1490–1510)
- Ісмаїл Аділ-шах (1510–1534)
- Маллу Аділ-шах (1534)
- Ібрагім I Аділ-шах (1534–1558)
- Алі I Аділ-шах (1558–1579)
- Ібрагім II Аділ-шах (1580–1626)
- Мухаммад Аділ-шах (1626–1657)
- Алі II Аділ-шах (1656–1672)
- Сікандар Аділ-шах (1672–1686)